# Pycnarrhena longifolia
Pycnarrhena longifolia là một loài thực vật có hoa trong họ Biển bức cát. Loài này được (Decne. ex Miq.) Becc. miêu tả khoa học đầu tiên năm 1877.